# Чигирівська сільська рада
Чигирівська сільська рада — колишня адміністративно-територіальна одиниця та орган місцевого самоврядування у Коростенському (Ушомирському) районі і Коростенській міській раді Коростенської і Волинської округ, Київської та Житомирської областей Української РСР з адміністративним центром у селі Чигирі.

## Населені пункти
Сільській раді на час ліквідації були підпорядковані населені пункти:
- с. Чигирі.

## Населення
Кількість населення ради станом на 1923 рік становила 1 056 осіб, кількість дворів — 145.
Відповідно до результатів перепису населення СРСР, кількість населення ради станом на 12 січня 1989 року становила 1 467 осіб.

## Історія та адміністративний устрій
Створена 1923 року в с. Чигирі Коростенської волості Коростенського повіту Волинської губернії. 7 березня 1923 року включена до складу новоствореного Коростенського (згодом — Ушомирський) району Коростенської округи. Станом на 17 грудня 1926 року в підпорядкуванні ради значилися залізнична станція Коростень-Подільський та посад Коростень-Подільський. 1 червня 1935 року, відповідно до постанови Президії ЦВК Української СРР «Про порядок організації органів радянської влади в новоутворених округах», сільську раду передано до складу Коростенської міської ради Київської області. 20 жовтня 1938 року посад Коростень-Подільський включено до меж міста Коростень. 28 лютого 1940 року, відповідно до указу Президії Верховної ради Української РСР «Про утворення Коростенського сільського району Житомирської області», сільська рада увійшла до складу відновленого Коростенського району Житомирської області.
Станом на 1 вересня 1946 року сільська рада входила до складу Коростенського району Житомирської області, на обліку в раді перебувало с. Чигирі.
11 серпня 1954 року, відповідно до указу Президії Верховної ради Української РСР «Про укрупнення сільських рад по Житомирській області», сільську раду ліквідовано, територію ради та с. Чигирі приєднано до складу Кожухівської сільської ради Коростенського району Житомирської області. Відновлена 3 листопада 1993 року в складі Коростенського району, відповідно до рішення Житомирської обласної ради «Про внесення змін в адміністративно-територіальний устрій окремих районів».
13 липня 2000 року, відповідно до постанови Верховної Ради України № 1915-III «Про зміну меж міста Коростень Житомирської області», адміністративний центр ради с. Чигирі включене до меж м. Коростень.